# Артемиха (Ярославская область)
Артемиха — деревня в Гаврилов-Ямском районе Ярославской области России. Входит в состав Стогинского сельского округа Митинского сельского поселения.

## География
Деревня находится в юго-восточной части области, в зоне хвойно-широколиственных лесов, к северу от реки Самбурихи, при автодороге 78Н-0193, на расстоянии примерно 16 километров (по прямой) к юго-востоку от города Гаврилов-Ям, административного центра района. Абсолютная высота — 145 метров над уровнем моря.

### Климат
Климат характеризуется как умеренно континентальный, с умеренно холодной зимой и относительно тёплым летом. Среднегодовая температура воздуха — 3 — 3,5 °C. Средняя температура воздуха самого холодного месяца (января) — −13,3 °C; самого тёплого месяца (июля) — 18 °C. Вегетационный период длится около 165—170 дней. Годовое количество атмосферных осадков составляет 500—600 мм, из которых большая часть выпадает в тёплый период.

### Часовой пояс
Артемиха, как и вся Ярославская область, находится в часовой зоне МСК (московское время). Смещение применяемого времени относительно UTC составляет +3:00.

## Население
| 2007 | 2010 |
| ---- | ---- |
| 27   | ↗32  |

### Национальный состав
Согласно результатам переписи 2002 года, в национальной структуре населения русские составляли 92 % из 26 чел.
Перепись 1897 года

По данным 1897 года, в деревне Артемиха проживали 184 человека - 94 мужчины и 90 женщин. Грамотность среди мужчин составляла 48%, среди женщин - 31%. Всё население относилось к государевым крестьянам. В деревне было 29 домов из дерева, крытые соломой или железом. В Артемихе проживала семья волостного старшины. Большая часть населения занималась земледелием, 24 человека, помимо этого, владели ремеслом плотника. В деревне был кузнец. В деревне находилось училище, где преподавал учитель из Ярославля - Никольский Александр Егорович. 